# شارل هشتم
شارل هشتم معروف به خوشرو (به فرانسوی: Charles VIII de France) (زادهٔ ۳۰ ژوئن ۱۴۷۰ در امبوز — درگذشتهٔ ۷ آوریل ۱۴۹۸ در امبوز) پادشاه فرانسه از سال ۱۴۸۳ میلادی تا هنگام مرگش در ۱۴۹۸ میلادی بود. او پس از مرگ پدرش، لوئی یازدهم در سن ۱۳ به سلطنت رسید. با توجه به خردسالی شارل هشتم و با وجود تاجگذاری رسمی، سال‌های اولیه حکمرانی او تحت نایب السلطنگی خواهرش آن (Anne) و پیتر دوم، دوک بوربون، شوهرخواهر او سپری شد. در طول این دوره برخی از حاکمان محلی علیه اقدامات تمرکزگرایانه دولت مرکزی فرانسه دست به شورش زده که نهایتاً سرکوب گردیدند.
شارل در عملی جسورانه در سال ۱۴۹۱ اقدام به ازدواج با آن برتانی که پیش از آن به صورت غیابی با ماکسیمیلیان یکم، فرزند و ولیعهد وقت امپراتور مقدس روم ازدواج کرده بود، نمود. ماکسیمیلیان که همراه فردریش سوم، امپراتور مقدس روم، پدرش درگیر مسئله جانشینی در پادشاهی مجارستان بود، نتوانست این مسئله و ادعای خود را پیگیری کند. با این ازدواج شارل کنترل دوک‌نشین بریتانی را در دست گرفت تا فرانسه به صورت کامل در محاصره خاندان هابسبورگ قرار نگیرد.
شارل مدعی پادشاهی ناپل بود و آن را حق موروثی خود می‌دانست که از پدرش که آن را رنه آنژو، پادشاه این سرزمین دریافت کرده بود، به او رسیده بود. او به همین سبب وارد جنگ با دوک‌نشین‌های ایتالیایی شد. شارل که بدون مقاومت آنچنانی، بخش جنوبی شبه جزیره ایتالیا را به سلطه خود درآورد، در سال ۱۴۹۵ میلادی وارد ناپل شد و در آنجا تاجگذاری کرد. با این وجود مخالفانش علیه او بسیج شده و او با از دست دادن بسیاری از فتوحاتش به فرانسه بازگشت. او آمادهٔ لشکرکشی دیگری بود که در سال ۱۴۹۸ میلادی در سن ۲۷ سالگی در اثر برخورد تصادفی سرش با نعل درگاه یک در به شدت مجروح و نهایتاً درگذشت.
از آنجایی که شارل هشتم هیچ جانشین ذکوری از خود بر جای نگذاشت، لوئی دوازدهم، پسرعموی او بر جایش در پادشاهی فرانسه نشست.

## زندگی

### سال‌های نخستین و رسیدن به قدرت
شارل در ۳۰ ژوئن ۱۴۷۰ در کاخ سلطنتی امبوز زاده شد. او تنها پسر لوئی یازدهم، پادشاه فرانسه و شارلوتِ ساووآ بود که از دوران طفولیت جان بدر برد. شارل دوم، دوک بوربون (اسقف لیون) و ژوآن، همسر او به سبب همنامی به عنوان والدین تعمیدی شارل انتخاب شدند. از آنجایی که او کودکی نحیف بود اجازه شرکت در فعالیت‌های شدید ذهنی و بدنی را نداشت و همین موضوع سبب شد تا آموزش‌های کمی در زمینه‌های درسی، جنگاوری و شکار به او داده شود. او بیشتر دوران کودکی خود را دور از پدر در امبوز گذراند.
پس از مرگ لوئی یازدهم، شارل ۱۳ ساله در ۳۰ اوت ۱۴۸۳ بر مسند قدرت نشست. اطرافیانش شارل را فردی خوش‌برخورد اما نامناسب جهت امور کشورداری توصیف کرده‌اند. سلامتی جسمی در این اوان دچار مشکل بود به شکلی که جلسه شورای حکومتی کل ایالات را که در شهر تور در اوایل سال ۱۴۸۴ برگزار شد، پیش از موعد ترک کرد. این شورا که قدرت حقیقی چندانی نداشت، توصیه‌هایی به پادشاه ارائه کرد که مورد بی‌توجهی واقع شد. به سبب کمی سن پادشاه جدید، از روز آغاز حکومت شارل به مدت هشت سال به وصیت لوئی یازدهم، آن، خواهر بزرگ‌تر شارل که بانویی باهوش و زیرک بود، نیابت سلطنت او را برعهده داشت. آن که به سبب همه‌گیری تفکر مردسالاری در آن زمان، توسط پدرش «دارای کمترین حماقت بین زنان فرانسوی» خوانده شده بود، این مسئولیت را در کنار همسرش، پیتر دوم، دوک بوربون اداره می‌کرد. پیش از این شورای حکومتی ایالات کل با درخواست لوئی اورلئان، پسرعموی پادشاه تازه به تخت رسیده مبنی بر نیابت سلطنت شارل مخالفت کرده بود.
بزرگترین چالشی که شارل با آن در این مدت روبرو شد استقلال‌خواهی دوک‌نشین بریتانی بود که این موضوع ثبات سیاسی فرانسهٔ سدهٔ پانزدهم را به مخاطره انداخته بود. فرانسیس دوم، دوک بریتانی از سال ۱۴۸۴ شورش خود را علیه شارل هشتم آغاز کرد. عموزاده شارل، لوئی، دوک اورلئان (بعدها جانشین شارل با عنوان لوئی دوازدهم) نیز رهبری سرکشی‌های داخلی را برعهده داشت. لوئی در اواخر سال ۱۴۸۴ سعی کرد شارل را به گروگان بگیرد که با اقدام به موقع نیروهای وفادار به پادشاه دستگیر شد و در شهر ژین در حصر خانگی قرار گرفت. لوئی یک سال بعد موفق به فرار شد و به کمک فرانسیس، دوک بریتانی مجدداً علیه پادشاه دست به شورش زد اما این بار نیز قصد او برای تصرف پاریس با شکست مواجه شد. او در ماه مارس ۱۴۸۵ با زانو زدن مقابل شارل از او درخواست عفو کرد که مورد پذیرش واقع شد. نیروهای پادشاه او را به مقر حکومتی اولیه خود در اورلئان بازگردانده و با تحت نظر نگه داشتن او سعی در قطع ارتباط لوئی و فرانسیس داشتند. چند ماه بعد لوئی دوباره از اورلئان گریخت اما پیش از آن که اقدام خاصی بکند، دستگیر شد. با وجود رسیدن به توافق جهت پایان دادن به دشمنی‌ها، لوئی در سال ۱۴۸۶ خصومت را از سر گرفت و با همدستی دوک بریتانی و کمک قدرت‌های خارجی بر پادشاه شورید. نهایتاً عناصر لوئی و فرانسیس در سال ۱۴۸۸ در نبرد سن آبن دو کورمیه از سپاهیان پادشاه شکست سختی خوردند که منجر به اسارت لوئی شد. با امضای پیمان سابل بین شارل و فرانسیس، دوک بریتانی متعهد شد خراجگزاری پادشاه فرانسه را بپذیرد، نیروهای خارجی حاضر در منطقه را از آن خارج کند، برخی از مناطق مرزی را به فرانسه بسپارد و بدون رضایت شارل، آن، دخترش را به ازدواج کسی درنیاورد. در تاریخ از این جنگ‌ها با عنوان «جنگ دیوانگی» یاد می‌شود.

### ازدواج‌ها

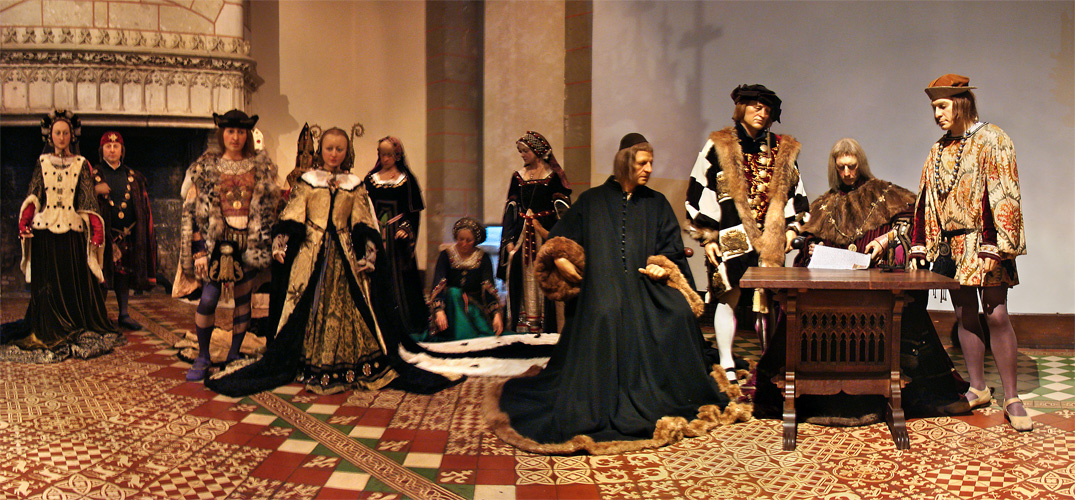
بازآفرینی مراسم ازدواج شارل هشتم و آن بریتانی

شارل در ۲۲ ژوئیه ۱۴۸۳ یعنی تقریباً یک ماه پیش از رسیدن به پادشاهی به نامزدی شاهزاده سه ساله اتریشی، مارگارت، دختر ماکسیمیلیان یکم، آرشیدوک آینده اتریش درآمد. قرار این ازدواج هنگام امضای پیمان صلح بین لوئی یازدهم و ماکسیمیلیان به عنوان نماینده دوک‌نشین بورگوندی گذاشته شده بود. مارگارت به عنوان جهیزیه خود الحاق سرزمین‌های وسیعی در شرق فرانسه شامل دوک‌نشین بورگوندی و دوک‌نشین آرتوآ را به ارمغان آورد.
با مرگ فرانسیس دوم، دوک بریتانی هنگام سوارکاری در سال ۱۴۸۸، آن، دختر ۱۱ ساله او به جانشینی پدر رسید. آن در ابتدا جهت حفظ استقلال بریتانی در مقابل توسعه طلبی‌های فرانسه، در سال ۱۴۹۰ ترتیب ازدواج خود با ماکسیمیلیان را داد. بدین گونه او به مادرخوانده مارگارت، نامزد شارل تبدیل شد. این ازدواج مورد نارضایتی و عدم پذیرش آن، نایب السلطنه فرانسه و پیر، همسر او قرار گرفت چرا که نفوذ خاندان هابسبورگ را به دو طرف مرزهای فرانسه گسترش می‌داد. نیروی‌های فرانسوی با بهره‌گیری از سرگرمی فریدریش سوم، امپراتور مقدس روم و ماکسیمیلیان، پسر او در مسئله جانشینی پادشاهی مجارستان، وارد بریتانی شدند تا آن، حاکم این سرزمین را مجبور به دست کشیدن از ماکسیمیلیان و ازدواج با شارل کنند. بدین ترتیب بریتانی بار دیگر در کنترل فرانسه قرار گرفت.
شارل در سال ۱۴۹۱ مراسم عروسی مجللی در قلعه لُنژه به پا کرد. با این حال مسئله نامزدی او مارگارت همچنان پا بر جا بود. او قصد داشت از این نامزدی در موقعیت دیگری استفاده کند. به هر حال با آگاهی ماکسیمیلیان از موضوع ازدواج شارل و آن، او خواهان بازگشت دخترش که خود نیز با ارسال نامه به پدر خواهان برگشت بود، شد. با برهم خوردن نامزدی شارل و مارگارت، نهایتاً پس از دو سال درحالیکه شارل از جانب مشکلات دیگری تحت فشار بود و نمی‌خواست ماکسیمیلیان را به جنگ با خود بکشاند، مارگارت به خانه اولیه خود بازگشت و جهیزیه این نامزدی که سرزمین‌هایی در شرق فرانسه بود نیز بجز بورگوندی طی قراردادی از فرانسه گرفته شد.

### آغاز حکومت به‌طور مستقل
شارل پس از ازدواجش با آن خود را از قیمومیت خواهرش آزاد نمود و به‌تنهایی ادارهٔ امور کشور را در دست گرفت. با آغاز سلطه مستقیم شارل بر کشور دوران مدبرانه حاکمیت خواهر او نیز به پایان رسید. او آمادگی لازم برای برخورد با مشکلات را نداشت و یکی از معاصرانش او را «پادشاهی بسیار جوان، ضعیف و خودرای که به ندرت از محضر دانایان سود می‌جست و نه پول داشت و نه هوش» توصیف نمود. شارل هشتم برخلاف بیشتر فرمانروایان زمان خود تقریباً بی‌سواد بود و به جای مطالعهٔ اسناد حکومتی، بیشتر به خواندن داستان‌های ماجراجویانه، تاریخی و حماسی علاقه نشان می‌داد. در همین زمان لوئی، پسرعموی در بند خود را مورد بخشش قرار داد و از زندان آزاد کرد.
شارل سعی داشت با امضای پیمان‌های مختلف که عمدتاً بسیار ویرانگر بودند، قلمروی خود را از تهاجمات خارجی دور نگاه دارد تا نقشه‌هایی را که در سر می‌پروراند، عملی کند. از آنجا که انگلستان نیز خود را دارای منافعی در بریتانی می‌دید و از استقلال طلبان این دوک‌نشین در مقابل فرانسه حمایت می‌کرد، شارل هشتم مجبور شد برای دفع خطر همسایه شمالی که رو مداخله نظامی مستقیم آورده بود، در ۱۴۹۲ عهدنامه ایتاپل را با هنری هفتم، پادشاه این کشور امضا کرده و در ازای چشم‌پوشی انگلیسی‌ها از منافع خود در بریتانی و دست برداشتن از حمایت استقلال طلبان آن، غرامت سنگینی را به آنان پرداخت نمود و تعهد کرد رقیبان هانری در تاج و تخت انگلستان را یاری نکند. او همچنین در ۱۴۹۳ و به دنبال امضای عهدنامه بارسلونا، روسیون و سردانیا را به پادشاهی آراگون بازگرداند. پس از فرستادن مارگارت و برگرداندن سرزمین‌هایی که جهیزیه او محسوب می‌شدند نیز در این دوران اتفاق افتاد.
شارل هشتم تا ۱۴۹۱ با مجموعه‌ای از مشکلات بزرگ روبرو شده بود. نهادهای سیاسی نیاز به تغییر و اصلاحات داشتند، کلیسا در وضعیتی مبهم قرار داشت و نیاز به یک خط مشی قطعی دربارهٔ ارتباط دین با سیاست حس می‌شد. همچنین باید اقداماتی اساسی در رابطه با تقویت اقتصاد صورت می‌پذیرفت اما شارل به هیچ‌کدام اینها توجهی ننمود و در عوض، توجه خود را معطوف پادشاهی ناپل در جنوب ایتالیا و لشکرکشی به آن نمود. دودمان والوآ از سال ۱۲۲۵ که پاپ وقت، ناپل را به عنوان ملکی پاپی به شارل آنژو اعطا نمود، مدعی آنجا بودند. اما فرانسویان کنترل خود بر ناپل را در برابر خاندان سلطنتی آراگون از دست دادند و اینک شارل هشتم درصدد بود تا ناپل را که حق موروثی خود می‌دانست پس گرفته و از آن به عنوان پایگاه خود برای آغاز جنگی صلیبی برای احیای سلطه مسیحیان بر اورشلیم و تسخیر مجدد قسطنطنیه علیه ترکان عثمانی که موفق به فتح آن در ۱۴۵۳ شده بودند، استفاده نماید. در سال ۱۴۸۹ پاپ اینوسنت هشتم با داشتن خصومت با فردیناند اول، پادشاه ناپل، شارل را دعوت به اعمال حاکمیت خود بر ناپل نمود. الکساندر ششم، پاپ بعدی قصد داشت برای نابودی ناپل کشور جدیدی در مرکز ایتالیا ایجاد کند که این مسئله ضرر بیشتری به میلان نسبت به دیگران می‌رساند. در این بین لودوویکو اسفورزا، دوک میلان از شارل تقاضای کمک کرد. با مرگ فردیناند اول، آلفونسوی دوم، جانشین او با ادعا بر اراضی میلان خطر بیشتری برای این دوک‌نشین ایجاد کرد. آلفونسو به شارل پیشنهاد کرد میلان را با ارتش خود به تسخیر درآورد. عده دیگری هم در داخل دربار، شارل را به ورود به ایتالیا ترغیب می‌کردند.

### حمله به ایتالیا
برآیند این موضوعات موجب شد شارل به این خیال بیفتد که می‌تواند ناپل را چنگ آورد تا نهایتاً در سپتامبر ۱۴۹۴ با ۲۵ هزار سپاهی از جمله ۸ هزار مزدور سوئیسی با گذر از آلپ به ایتالیا لشکر بکشد. این لشکرکشی بزرگ‌ترین تهاجم خارجی تا آن زمان به شمال ایتالیا به حساب می‌آمد. دوک نشین میلان به نیروی‌های شارل اجازه برای پیش روی از خاک آن بگذرند. پنجم سپتامبر لودوویکو اسفورزا، دوک میلان طبق قرار در آسته از نیروی‌های فرانسوی و در راس آن‌ها شارل استقبال کرد. پاکسازی سریع چندین دژ در شمال ایتالیا از جمله شهر پاویا عملاً بدون مقابله خاصی توسط فرانسویان در ابتدای جنگ، دیگر ایتالیایی‌ها را متقاعد ساخت که مقاومت در برابر ارتش فرانسه سودی ندارد.
پیر دو مدیچی (بعدها معروف به پیر بداقبال)، حاکم فلورانس بشخصه خود را به شارل رساند و تحت تأثیر قدرت نظامی شارل، فلورانس را بدون غیر و شرط تسلیم او دانست. او همچنین متعهد شد ۲۰۰ هزار دوکات به فرانسوی‌ها بپردازد و چندین قلعه از جمله پیزا و لیوورنو را به آن‌ها بسپارد. پس از بازگشت پیر به فلورانس مردم خشمگین از این اقدام، بر او شوریدند و او را به شکلی خفیف‌شده از شهر بیرون کردند تا حاکمیت ۶۰ ساله خاندان مدیچی بر فلورانس پایان یابد. حاکمان جدید نمایندگان دیگری به رهبری گیرولاما ساوونارولا نزد شارل در پیزا ارسال کردند. ساوونارولا که پیش از این آمدن پادشاهی خارجی به نمایندگی از خدا جهت مجازات شرارت و گناهان ایتالیایی‌ها را پیشبینی کرده بود، از شارل خواست به خاطر خدا فلورانس را تخریب نکند. فلورانسی‌ها که در ابتدا قصد داشتند بی‌طرفی اتخاذ کنند، با ترکیبی از حس ترس و امید با معرفی خود به عنوان متحد دیرینه فرانسوی‌ها، پیش از رسیدن شارل دست به تزیین شهر با نشان‌های پادشاهی فرانسوی برای ورود شارل زدند. پیش از این اهالی جمهوری لوکا از شارل به عنوان سزار فاتح دیگر پذیرایی کرده بودند. ۱۷ نوامبر پادشاه فرانسه به شکلی شکوهمندانه و با پیشوازی مجلل وارد فلورانس و برای مدت اقامت در کاخ حاکمان پیشین سکنا داده شد. شاعران و فیلسوفان فلورانسی در دیدار با شارل او را به سزار و شارلمانی تشبیه کردند و فرستاده خدا دانستند. شارل نیز در پاسخ وعده داد به آزادی جمهوری آن‌ها احترام بگذارد.
شارل پس از مطیع کردن جمهوری فلورانس به راحتی به سمت جنوب تا ناپل پیشروی نمودند. نیروی‌های او پیروزمندانه از رم گذشتند و در ۲۲ فوریه ۱۴۹۵ بدون هیچ نبرد و محاصره ای وارد ناپل شدند. فرانسوی‌ها در این راه هر شخص یا شهری را که در مقابل آن‌ها دست به مقاومت می‌زدند را قتل‌عام کردند. شارل با بیرون راندن آلفونسو دوم، مدتی بعد در ۱۲ می همان سال مقتدرانه به عنوان پادشاه ناپل تاجگذاری کرد.

### عقب‌نشینی از ایتالیا
این پیروزی سریع و قدرتمندانه فرانسوی‌ها و بی رحمی‌های انجام شده توسط آن‌ها سبب شد تا به حاکمان ایتالیایی حتی دوک میلان و پاپ که خود پادشاه فرانسه را به ایتالیا فراخوانده بودند و شارل تا آن زمان سعی کرده بود چهره‌ای بی‌طرف از کشورش به آنان نمایش دهد، شوک بزرگی وارد شود و با ترس از موقعیت خود علیه این کشور موضع بگیرند. آن‌ها که تا به آن زمان چنین درگیریی خونینی در شهرهای خود تجربه نکرده بودند. در نتیجه ائتلافی میان میلان، ونیز، اسپانیا، امپراتوری مقدس روم، جمهوری مونتوا، جمهوری فلورانس و پاپ الکساندر ششم تحت عنوان «اتحاد مقدس» (اتحاد ونیز) علیه شارل هشتم در اواخر ماه مارس ۱۴۹۵ شکل گرفت تا از تبدیل شدن ایتالیا به استانی از فرانسه جلوگیری کند. شارل که خطر به دام افتادن در جنوب ایتالیا را حس کرده بود با نیمی از سپاهش به سمت فرانسه عقب‌نشینی نمود و باقی نیروهایش را برای در اشغال نگاه‌داشتن ناپل در آنجا باقی گذارد. با این حال او در ۶ ژوئیه ۱۴۹۵ مجبور شد تا با دشمنانش وارد نبردی خونین موسوم به نبرد فورنوو در منطقه‌ای به همین نام در جنوب پارما شود. هر دو طرف خود را پیروز این نبرد نامیدند. به هر حال شارل توانست راهی برای بازگشت به فرانسه یافته و سرانجام در اکتبر ۱۴۹۵ دست از پا درازتر به کشورش برسد. دیگر سپاهیان فرانسوی باقی‌مانده در ناپل نیز همزمان با نبرد فورنوو از نیروی‌های فردیناند دوم، پادشاه آراگون متحمل شکست شده و شارل هشتم فتوحات خود در ایتالیا را از دست داد.
با این‌حال اقامت کوتاه‌مدت شارل در ایتالیا باعث علاقه‌مندی او به هنر و معماری عصر رنسانس شد و او تصمیم به بازسازی دژ دامبواز با استفاده از هنرمندان ایتالیایی از جمله فرا جوکوندو گرفت. همین امر باعث تقویت پیوند فرهنگی بین دو کشور شد.
جنگی که شارل هشتم در ۱۴۹۴ آن را آغاز نمود ایتالیا را به صحنهٔ نبرد بین دو کشور فرانسه و اسپانیا تبدیل کرد که این درگیری‌ها تا سال ۱۵۵۹ میلادی و امضای صلح‌نامهٔ کاتو-کامبرزی (Cateau-Cambrésis) ادامه یافت. درگیری شارل هشتم در ایتالیا سبب شد تا او به‌طور کامل از مسایل داخلی کشور غافل مانده و در نتیجه بسیاری از دستاوردهای دوران حکومت پدرش از بین رفت. با وجود این که ایتالیایی‌ها موفق شدند در این جنگ شارل را از سرزمین خود بیرون بیندازند اما وجود تفرقه و ضعف بین آن‌ها برای دیگران عیان شد که نهایتاً منجر به آغاز جنگ‌های دیگری در آن گردید.

### سال‌های پایانی و مرگ
شارل در صدد تدارک لشکرکشی دیگری به ایتالیا بود اما با وجود مشکلات و بدهی‌های مالی فراوان به جای مانده از لشکرکشی پیشین، پیش از آنکه بتواند سیاست‌های جدیدش را اعمال نماید در ۷ آوریل ۱۴۹۸ در امبوز و احتمالاً به دلیل برخورد سرش با چهارچوب کوتاه در (نعل درگاه) درگذشت. او با جاه طلبی از دوران خود میراث چندانی جز نابسامانی و قرض‌های اقتصادی برای کشورش برجای نگذاشت. فاجعه آمیزترین نتیجه سیاست خارجی او ایجاد اتحاد بین امپراتوری مقدس روم و اسپانیا برضد فرانسه بود. البته یکی از اندک نقاط روشن زمامداری شارل تثبیت و گسترش موقعیت پادشاه در داخل مرزهای فرانسه بود.
شارل از همسرش، آن صاحب هفت فرزند شد که جز یک پسر مابقی بیش از یک ماه زنده نماندند. همین فرزند باقیمانده که همانند پدر شارل نام نهاده شده بود، نیز در ۳ سالگی و با ابتلا به سرخک درگذشت. مرگ او که جانشین پدر تلقی می‌شد، ضربه‌ای شدید به پادشاه فرانسه وارد آورد. شارل تصمیم گرفت که از خوشگذرانی‌هایش دست بکشد و همانگونه که پیشتر شورای حکومتی ایالات کل در ۱۴۸۴ درخواست کرده بود، از مالیات‌ها بکاهد.
از آنجا که شارل هشتم فرزند پسری نداشت پس از او عموزاده‌اش لوئی اورلئان که نزدیک‌ترین خویشاوند ذکور به او به حساب می‌آمد، با عنوان لوئی دوازدهم بر تخت پادشاهی فرانسه نشست. آن، بیوه شارل نیز پس از مرگ همسرش به بریتانی بازگشت و تلاش داشت استقلال آن را باز یابد. لوئی دوازدهم برای جلوگیری از این اتفاق، همانند شارل از همسر پیشین خود جدا شد تا با آن ازدواج کند.